# Laertes

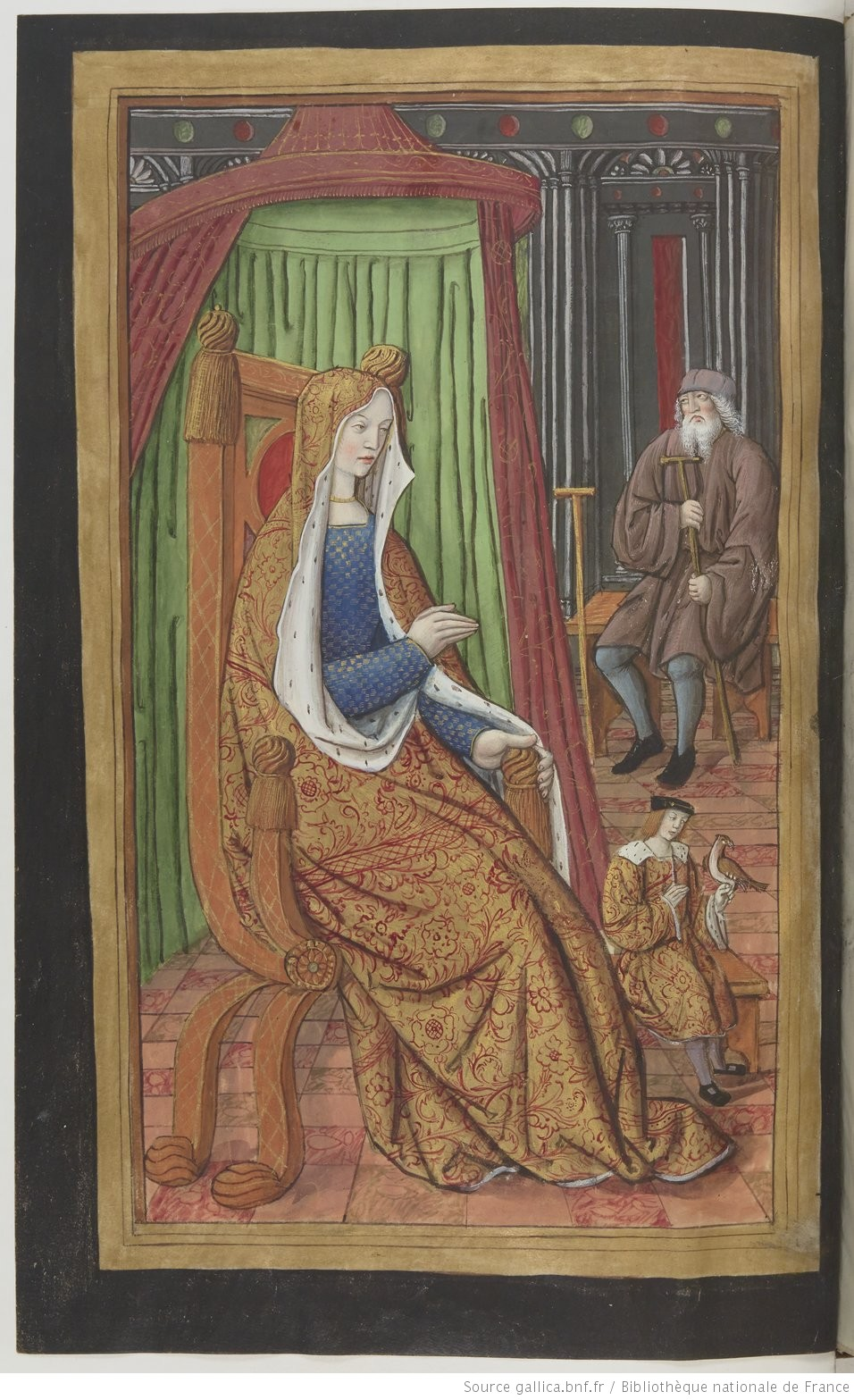
Penèlope, Laertes i Telèmac BnF

Laertes (el grec antic Λαέρτης), segons la mitologia grega, va ser rei d'Ítaca, fill d'Arcisi i de Calcomedusa. Pertany al llinatge de Deucalió per part del seu avi Cèfal.
Es va casar amb Anticlea, després que aquesta s'hagués unit amb Sísif, i per això algunes vegades es diu que Odisseu és fill de Sísif. Segons la tradició més freqüent, va ser pare d'Odisseu i de Ctímene, encara que de vegades a Odisseu se l'anomena "fill únic" de Laertes.
Segons algunes tradicions, participà en la cacera del senglar de Calidó i en l'expedició dels argonautes.
Deixà el tron a Odisseu i es retirà al camp. Quan Odisseu marxà a la guerra de Troia i pelegrinà pel món en la seva tornada, Laertes va tenir una vellesa trista. Retirat al camp, a les seves propietats, no va intervenir en els esdeveniments que es produïen a l'entorn de Penèlope. Només tenia per companyia una vella criada, el marit d'aquesta, anomenat Doli, i els seus fills. Quan Odisseu va tornar a l'illa el va trobar en aquest lloc. Atena, per mitjà d'un bany màgic, rejoveneix l'ancià i li dona força suficient per ajudar el seu fill a lluitar contra els pares dels pretendents que ha mort. Laertes mata Eupites, el pare d'Antinous, d'un cop de llança.